# Alexandria (Ontario)
Alexandria ist eine im äußersten Südosten der kanadischen Provinz Ontario gelegene unselbständige Kleinstadt. Sie gehört zur Verwaltungsgemeinde (Township) North Glengarry im Stormont, Dundas and Glengarry County. Bei der Zensus im Jahr 2016 hatte sie 2.845 Einwohner.
Sie liegt 84 Kilometer südöstlich von Ottawa und 87 Kilometer westlich von Montreal (jeweils Luftlinie) am Garry River, einem Nebenfluss des Rivière Delisle.
In der Stadt werden beide kanadischen Amtssprachen, Englisch und Französisch, gesprochen. Bei offiziellen Befragungen gaben jeweils fast die Hälfte der Einwohner an, Englisch bzw. Französisch als Muttersprache oder Umgangssprache zu verwenden, wobei der Anteil Französisch leicht vor Englisch liegt.

## Geschichte
Glengarry County wurde nach dem Amerikanischen Unabhängigkeitskrieg von Familien aus Glengarry im schottischen Hochland besiedelt. Die Männer hatten im Krieg auf königlich-britischer Seite gekämpft. 1804 kam der katholische Priester Alexander Macdonell mit weiteren „Glengarries“ aus Schottland und ließ sich bei Saint Raphael’s in South Glengarry nieder. Am Fluss Garry (benannt nach dem gleichnamigen Fluss in Schottland) ließ er 1819 eine Wassermühle und einen Damm für die Wasserzuführung anlegen. Die Mühle wurde von den Leuten Priest’s Mill genannt. In der Folgezeit entstand um die Mühle eine Ansiedlung. Zu Ehren des Gründers, der 1826 der erste Bischof von Kingston geworden war, erhielt sie den Namen Alexandria.
Ab 1890 war Alexandria Sitz des römisch-katholischen Bistums Alexandria-Cornwall mit dem Bischofssitz St Finnan's, das 2020 im Erzbistum Ottawa-Cornwall aufging. 1903 wurde die Siedlung zur Stadt erhoben.
Zum 1. Januar 1998 wurden die ehemaligen Gemeinden Kenyon, Lochiel und Maxville mit Alexandria zur neuen Gemeinde North Glengarry vereint.

## Infrastruktur
In Alexandria gibt es drei Grundschulen und zwei Oberschulen, die Glengarry District High School und die katholische École secondaire „Le Relais“.
Im Norden der Stadt liegt an der Bahnstrecke Montreal–Ottawa ein Bahnhof, der als Kulturdenkmal im Kanadischen Register historischer Stätten aufgeführt ist. Die Corridor-Personenzüge der VIA Rail verkehren und halten hier planmäßig. Im Nordosten liegt auch ein kleiner Privatflugplatz mit angeschlossener Fallschirmspringerbasis.
Die örtliche Zeitung heißt The Glengarry News.

## Persönlichkeiten
- Charles Hugh Gauthier (1843–1922), römisch-katholischer Erzbischof von Ottawa